# Лжедмитрий II
Лжедми́трий II («Тушинский вор», «Стародубский вор», «Калужский вор», «царик») (XVI век — 21 декабря 1610, Калуга) — самозванец, выдававший себя за сына Ивана IV Грозного, царевича Дмитрия Углицкого и, соответственно, за будто бы чудом спасшегося 17 (27) мая 1606 года царя Лжедмитрия I.
Существует множество версий настоящего имени и происхождения Лжедмитрия II. До объявления своего царского имени в приграничном городе Стародубе короткое время самозванец выдавал себя за Андрея Нагого — никогда не существовавшего родственника царя Дмитрия. На пике своего влияния самозванец контролировал значительную часть территории Русского царства, хотя ему не удалось взять Москву, которая оставалась под управлением администрации законного царя Василия IV Шуйского. В российской историографии (в отличие от Лжедмитрия I) Лжедмитрий II обычно царём не считается, так как он не овладел Кремлём и не венчался на царство (по сути выдавая себя за Лжедмитрия I, который на царство венчался), хотя ему присягнула на верность значительная часть Русского царства.

## Предыстория
Слухи о «чудесном спасении» и скором возвращении царя появились практически сразу после смерти Лжедмитрия I. Основанием тому стал факт, что тело самозванца было жестоко изувечено, а вскоре после выставления на позор, покрылось грязью и нечистотами. Москвичи по сути разделились на два лагеря — те, кто радовался смерти самозванца, вспоминали среди прочего его женитьбу на «поганой полячке», и поведение, мало соответствовавшее русскому царю. В недрах этой группы рождались слухи о том, что в сапоге убитого был найден крестик, на который он кощунственно ступал при каждом шаге, что звери и птицы гнушаются тела, его не принимает земля и отвергает огонь. Подобные воззрения отвечали интересам боярской верхушки, свергшей самозванца, и потому, среди прочего, в угоду приверженцам древнего благолепия, труп Лжедмитрия был вывезен в село Котлы и там сожжён; пеплом бывшего царя, смешанным с порохом, выстрелили в сторону Речи Посполитой, откуда он и явился. В тот же день был дотла сожжён «ад» — потешная крепость, выстроенная самозванцем.
Но приверженцев свергнутого царя в Москве оставалось более чем достаточно, и среди них немедленно стали ходить рассказы о том, что ему удалось спастись от «лихих бояр». Некий дворянин, взглянув на тело, крикнул, что перед ним не Дмитрий, и, хлестнув коня, немедленно умчался прочь. Вспоминали, что маска не давала рассмотреть лицо, а волосы и ногти у трупа оказались чересчур длинными, при том, что царь коротко подстригся незадолго до свадьбы. Уверяли, что вместо царя был убит его двойник, позднее было названо даже имя — Пётр Борковский. Конрад Буссов считал, что частично эти слухи распространяли поляки, в частности, бывший царский секретарь Бучинский открыто утверждал, что на теле не нашлось приметного знака под левой грудью, который он, якобы, хорошо рассмотрел, когда мылся с царём в бане.
Через неделю после гибели самозванца в Москве ночью появились «подмётные грамоты», написанные якобы спасшимся царём. Множество листков было даже прибито к воротам боярских домов, в них «царь Дмитрий» заявлял, что он «ушёл от убийства и сам Бог его от изменников спас».

## Обстоятельства появления
Конрад Буссов так описывает истоки появления Лжедмитрия II:

Полководец под Троице-Сергиевским монастырём Иван-Пётр-Павел Сапега, сидя однажды со своими офицерами за столом, превозносил храбрость поляков, quod Romanis non essent minores, imo maiores (что они не ниже, а даже выше римлян) и среди многого другого сказал он также и следующее: "Мы, поляки, три года тому назад посадили на московский трон государя, который должен был называться Димитрием, сыном тирана, несмотря на то, что он им не был. Теперь мы второй раз привели сюда государя и завоевали почти половину страны, и он должен и будет называться Димитрием, даже если русские от этого сойдут с ума: Nostris viribus, nostraque armata manu id facimus (Нашими силами и нашей вооружённой рукой мы сделаем это).
Сразу после гибели Лжедмитрия I московский дворянин Михаил Молчанов (один из убийц Фёдора Годунова), бежавший из Москвы в сторону западной границы, начал распространять слухи, будто вместо «Дмитрия» был убит другой человек, а сам царь спасся. В появлении нового самозванца были заинтересованы многие общественные силы, как связанные со старым, так и просто недовольные властью Василия Шуйского. Молчанов, выдавая себя за «Дмитрия», обосновался в замке Мнишеков Самборе, после чего грамоты «чудесно спасшегося царя» хлынули на Россию потоком. Однако Молчанов не мог продолжать играть свою роль за пределами Речи Посполитой. Слишком хорошо знали его в Москве.
Лишь в начале 1607 года по заданию русских повстанцев, заговорщики разыскали в Белоруссии человека, походившего на Лжедмитрия I фигурой, и уже в Витебске представили его народу. 8 (18) января 1607 года Лжедмитрий II составил свой первый манифест к Василию Шуйскому. Но вскоре самозванец испугался сделанного ему предложения и бежал. Лишь через несколько месяцев его нашли в Пропойске и бросили в тюрьму под видом «русского шпиона», предложив подумать на досуге — наказание или роль московского царя; самозванец согласился на последнее. Тем временем Речь Посполитая стояла на пороге гражданской войны, и король Сигизмунд III потребовал сделать всё возможное, чтобы сохранить мир с Россией. В этих условиях решено было переправить Лжедмитрия II в Россию не под именем царя Дмитрия, а под именем его родственника Андрея Нагого.
В мае 1607 года Лженагой перешёл русско-польский рубеж, объявился в Стародубе и стал распространять слухи о том, что родственник его «царь Дмитрий» жив и скоро явится. Вскоре стародубцы и делегация из Путивля потребовали у него ответа, где же скрывается Дмитрий. Лженагой не стал этого говорить, но когда горожане пригрозили ему пытками, самозванец обрушился на путивлян и стародубцев площадной бранью, обвиняя их в неспособности и нежелании распознать истинного Государя. Его сообщники подтвердили, что стародубский «вор» действительно «царь Дмитрий Иванович», и вскоре Лжедмитрию II присягнули многие южные города.

## Предположения о происхождении
Личность Лжедмитрия II ещё более загадочна, чем личность Лжедмитрия I. Различные документы и различные авторы называют разные имена. Ничего не узнав о происхождении самозванца, правительство Шуйского дало ему клички «вор» и «царёк». Самозванец хорошо знал русскую грамоту и весь церковный круг, говорил и писал по-польски. Некоторые источники также утверждают, что самозванец владел и еврейским языком. Согласно одним данным, это был поповский сын Матвей Верёвкин родом из Северской стороны, по другим — сын стародубского стрельца. Третьи признали в нём боярского сына. Четвёртые называли его «литовским дьяком» Богданом Сутуповым. Пятые считали, что он был не литовским, а царским дьяком и служил при Лжедмитрии I. Шестые путали его с самборским Лжедмитрием Михаилом Молчановым. Седьмые называли его Иваном и был он будто бы школьным учителем из города Сокола. Восьмые утверждали, что это был попович Дмитрий, сын священника московской церкви. Некоторые даже думали, что он сын литовского князя Курбского. Существует и версия, что Лжедмитрий II был крещёным евреем из города Шклова. Некоторые исследователи, как, например, Р. Г. Скрынников, утверждали, что он так и остался иудеем. Н. М. Карамзин в «Истории государства Российского» отмечал:

«разумел, если верить одному чужеземному историку, и язык Еврейский, читал Талмуд, книги Раввинов», «Сигизмунд послал Жида, который назвался Димитрием Царевичем»
Согласно КЕЭ:

«Евреи входили в свиту самозванца и пострадали при его низложении. По некоторым сообщениям… Лжедмитрий II был выкрестом из евреев и служил в свите Лжедмитрия I»

## Стародубский лагерь
12 (22) июня 1607 года Стародуб присягнул на верность Лжедмитрию. Власть самозванца признали также Новгород-Северский, Почеп, Чернигов, Путивль, Севск и другие Северские города. Также признали стародубского «вора» жители нескольких рязанских пригородов, Тулы, Калуги и Астрахани. Но всё же положение на подконтрольной территории было достаточно тяжёлым — царские войска штурмовали Козельск и Тулу, а также заняли Белёв, отложились от Лжедмитрия II также Епифань, Дедилов и Крапивна.
В Стародубе начала формироваться боярская дума, а также собираться повстанческая армия, в которую стекались как польские мятежники, участники рокоша, восставшие против короля Сигизмунда III и вынужденные искать спасения за пределами родной земли, так и южнорусские дворяне, татары, казаки и остатки разбитого войска Болотникова. Пан Меховецкий занял должность гетмана — главнокомандующего войском самозванца. Отмечается, что Лжедмитрий II очень зависел от помощи польско-литовских панов, уничижительно называвших его в своей переписке «цариком».
Однако на начальном периоде количество польских наёмников в армии Лжедмитрия II было немногочисленным и едва превышало 1 тыс. человек. Речь Посполитая была накануне решительного сражения между сторонниками Сигизмунда III и мятежной шляхты, и в тот момент полякам было не до самозванца. Пытаясь привлечь как можно больше служилых людей на свою сторону, Лжедмитрий II подтвердил все прежние пожалования и льготы Лжедмитрия I северским уделам.

## Тульский поход, осада Брянска
10 (20) сентября повстанческая армия из 3 тыс. человек под предводительством гетмана Николая Меховецкого покинула Стародуб. Первой её остановкой стал Почеп, который встретил самозванца хлебом-солью. Целью похода была Тула, где царские войска осадили остатки армии Болотникова, князя Шаховского и Лжепетра. 20 (30) сентября повстанческая армия Лжедмитрия вошла в Брянск. 8 (18) октября гетман Меховецкий разбил под Козельском царские войска воеводы Литвинова-Мосальского, а 16 (26) октября взял Белёв. Передовые отряды гетмана тем временем заняли Епифань, Дедилов и Крапивну, выйдя на ближайшие подступы к Туле. Однако падение Тулы 10 (20) октября спутало карты Лжедмитрия, и он 17 (27) октября отступил к Карачеву на соединение с запорожцами. Во исполнение договора Василий Шуйский простил болотниковцев и отправил их осаждать Калугу. Однако вскоре их четырёхтысячный отряд поднял мятеж и ушёл под знамёна самозванца.
9 (19) ноября армия Лжедмитрия II, в размере около 7 тыс. человек, где заметную роль всё ещё играли русские повстанцы (польских наёмников было не более 2,5 тыс. человек), вновь осадила Брянск, который был занят царскими войсками. Сюда же прибыли донские казаки с очередным самозванцем — «царевичем» Фёдором, «сыном» царя Фёдора I Иоанновича, который на самом деле, видимо, был бродягой или беглым крестьянином. Он возглавлял отряд из 3 тыс. казаков, пришёл, видимо, с Дона, с боями прорываясь к брянскому лагерю. Лжедмитрий II пожаловал казаков, а своего «племянника» приказал повесить.
В это время в Речи Посполитой король Сигизмунд III одержал решительную победу над мятежниками. Военные действия в стране практически прекратились. Многие польские солдаты остались не у дел и готовы были искать счастья на чужбине. Таким образом войско Лжедмитрия II пополнилось новыми отрядами поляков и составило около 4 тыс. наёмников.
15 (25) ноября произошёл бой с царскими войсками, но взять упорно оборонявшийся город повстанцам не удалось. Обеспокоенный положением дел на Северщине, Василий Шуйский послал на помощь Брянску войска под командованием Литвинова-Мосальского. 14 (24) декабря 1607 года воевода при поддержке гарнизона города ударил по лагерю самозванца и прорвался в Брянск на помощь осаждённым. Тогда Лжедмитрий II перешёл в Орёл, ставший резиденцией самозванца во время зимы.

## Орловский лагерь
Литовский князь Роман Рожинский, лично знавший Лжедмитрия I, прибыл в Орёл на службу к самозванцу и проявил наибольшую активность в вербовке солдат Речи Посполитой в войско Лжедмитрия II. Таким образом, войско орловского «царька» значительно пополнилось новыми отрядами поляков и литовцев и составило около 9,6 тыс. наёмников. Появление под его знамёнами князей Адама Вишневецкого, Александра Лисовского, Романа Рожинского со своими людьми поддержало самозванца, ставшего, однако, марионеткой в их руках. Большие рати запорожских и донских казаков привёл Иван Заруцкий.
В 1607—1608 годах Лжедмитрий II издал указ о холопах, отдавая им земли «изменников» бояр и позволяя даже насильно жениться на боярских дочерях. Таким образом, многие крепостные крестьяне, присягнув самозванцу, получили не только свободу, но и стали дворянами, тогда как их господам в Москве пришлось голодать. Из-за неуплаты жалования польским наёмникам в военном руководстве повстанческой армии произошёл переворот, который возглавил литовский князь Роман Рожинский. Гетман Меховецкий был смещён и изгнан из лагеря, вместе с ним ушло около 4 тыс. польских наёмников. Князь Роман Рожинский был провозглашён новым гетманом самозванца.
Численность армии Лжедмитрия II в орловском лагере составила около 27 тыс. человек, из которых были около 5,6 тыс. польских наёмников, 3 тыс. запорожских казаков, 5 тыс. донских казаков, остальную массу видимо составляли стрельцы, дворяне, дети боярские, боевые холопы и татары.

## Первый Московский поход
Весной из Орла повстанческая армия двинулась на Москву. В Зарайской битве отряд пана Александра Лисовского нанёс поражение царской армии. После чего войско Лисовского заняло Михайлов и Коломну. В двухдневной битве под Болховом 30 апреля (10 мая) — 1 (11) мая 1608 года гетман Рожинский разбил войско Шуйского (возглавлявшееся братьями царя, Дмитрием и Иваном). Бежавшие с поля боя ратники распускали ужасные слухи, что у «царя Дмитрия» неисчислимое войско. В Москве пошли слухи, что Шуйский будто бы намеревался сдать столицу из-за многочисленных неудач. Города Козельск, Калуга и Звенигород торжественно открыли свои ворота Лжедмитрию II. Присягнула самозванцу также Тула, которая ещё совсем недавно целовала крест царю Василию. Местные дворяне, опасаясь указа о холопах Лжедмитрия II, вместе с семьями покидали города и отправлялись в Москву или Смоленск.
Очевидец и писатель смутного времени Конрад Буссов заметил, что если бы Лжедмитрий II после болховской битвы не медля подошёл к столице, то находившиеся в ужасе москвичи сдались бы ему без боя. Однако самозванец медлил, и это дало шанс Василию Шуйскому укрепить свои позиции в Москве, а также подготовить новое войско, которое возглавил его племянник Михаил Скопин-Шуйский. Князь Скопин надеялся разбить Лжедмитрия II на ближайших подступах к Москве, однако в его армии обнаружилась измена — князья Иван Катырёв, Юрий Трубецкой и Иван Троекуров составили заговор в пользу самозванца. Михаил был вынужден вернуться в столицу и там арестовать заговорщиков.
Тем временем армия самозванца захватила Борисов и Можайск. Царские воеводы, караулившие Лжедмитрия II на Тверской дороге, проиграли ему сражение, и в начале июня самозванец появился под Москвой. 25 июня (5 июля) стычка отрядов Лжедмитрия и царских ратей произошла на Ходынке, повстанцы выиграли бой, однако Москву взять не удалось.

## Тушинский лагерь
Летом 1608 года резиденцией Лжедмитрия стало Тушино всего в 19 верстах от Московского Кремля. Гетман Рожинский и его ротмистры надеялись взять столицу измором. Их отряды попытались блокировать все дороги в Москву и полностью изолировать столицу. Но всё же им не удалось перехватить все дороги, а 28 июня (8 июля) 1608 года в ожесточённой битве с Александром Лисовским правительственные войска смогли отбить Коломну.
Лжедмитрий II фактически правил Россией — раздавал землю дворянам, рассматривал жалобы, встречал иностранных послов. Официальный же царь Василий Шуйский был заперт в Москве и потерял контроль над страной. Для борьбы с тушинским «царьком» Шуйский заключил договор с послами короля Сигизмунда III, по которому Польша должна была отозвать всех поддерживающих Лжедмитрия поляков, а Марину Мнишек обязать не признавать Лжедмитрия II своим мужем, а себя не именовать российской государыней. Мнишеки дали слово, что сразу же покинут пределы России и обещали предпринять все меры по прекращению гражданской войны. Василий IV снарядил отряд, чтобы проводить их до рубежа. Однако гетман Рожинский и другие отказались оставить начатое ими дело, более того, войско Лжедмитрия продолжало пополняться поляками, а осенью пришёл со своими людьми Ян-Петр Павлович Сапега, взбунтовавшийся против Сигизмунда III из-за неуплаты жалования. Кроме того, тушинцы дважды пытались осадить Коломну, чтобы полностью блокировать Москву, но царский отряд под командованием князя Дмитрия Пожарского нанёс жестокое поражение отрядам самозванца.
Узнав, что Мнишеки во исполнение договора отпущены из Ярославля в Польшу, Лжедмитрий решил отбить их у сопровождающего царского войска. Это было сделано, однако Марина долго не хотела вступать в стан Лжедмитрия, оставаясь у Сапеги, а Юрий Мнишек согласился признать его своим зятем, только получив запись, что самозванец, получив власть, даст Юрию 30 тыс. руб. и Северское княжество с 14 городами. Наконец Мнишеки признали тушинского «вора». 1 (11) сентября гетман Сапега привёз их в Тушино, где Марина Мнишек, «признала» в новом самозванце своего покойного мужа Лжедмитрия I и тайно обвенчалась с ним. Для них был создан дворцовый штат, по образцу московского. Ян Сапега был признан вторым гетманом Лжедмитрия II наряду с Рожинским. Между ними был произведён раздел сфер влияния. Гетман Рожинский остался в Тушинском лагере и контролировал южные и западные земли, а гетман Ян-Пётр Павлович Сапега вместе с Александром Лисовским стал лагерем под Троице-Сергиевым монастырём и принялся распространять власть «царя Дмитрия» в Замосковье, Поморье и Новгородской земле.
Таким образом, под властью «тушинского царя» оказалась обширная территория. На северо-западе самозванцу присягнули Псков и его пригороды, Великие Луки, Ивангород, Копорье, Гдов, Орешек. Под властью Лжедмитрия II по-прежнему оставалась Северщина и юг с Астраханью. На востоке власть тушинского «вора» признали Муром, Касимов, Темников, Арзамас, Алатырь, Свияжск, а также многие северо-восточные города. В центральной части самозванца поддержали Суздаль, Углич, Ростов, Ярославль, Кострома, Владимир и многие другие. Из крупных центров только Смоленск, Великий Новгород, Переславль-Рязанский, Нижний Новгород и Казань остались верны Василию Шуйскому. В Костроме отряды, заставлявшие присягать Лжедмитрию, сначала разорили Богоявленско-Анастасиин монастырь, а потом заняли поддерживавший их Ипатьевский монастырь, однако были захвачены в результате успешного штурма этого монастыря (потребовался подрыв стен, что и было осуществлено двумя смертниками). Из Ростова к самозванцу привезли митрополита Филарета (Романова), которого Лжедмитрий II возвёл в патриархи.
В государстве стало два царя, две Боярские думы, а также два патриарха и две администрации, кроме того, правительство Лжедмитрия II чеканило собственную монету, отличавшуюся от Московской повышенным весом. Катастрофа была не только политической, но и моральной: появились слова «перелёты», «перевёртыши», обозначавшие тех, кто легко и без угрызения совести переходил из одного лагеря в другой и обратно. Сюда же явились новые самозванцы — лжецаревичи Август и Лаврентий, добровольно пришедшие на соединение с войсками Лжедмитрия II, и даже на первых порах были гостеприимно встречены в Тушине. Но вскоре «царь» приказал повесить и этих «родственников» за расправы над боярами. В это время один за другим появлялись новые казацкие «царевичи», выдававшие себя за внуков Ивана Грозного, которые грабили юг России. В своих манифестах Лжедмитрий II был крайне ошарашен стольким обилием «родственников» и приказывал их всех казнить. Таким образом тушинский «вор» казнил ещё семерых «племянников». Пытаясь приобщить вольных казаков к царской службе, правительство Лжедмитрия II создало казачий приказ, который возглавил атаман и «тушинский боярин» Иван Заруцкий. Атаман полностью подчинил «царю Дмитрию» и гетману Рожинскому казачью вольницу.
В сентябре 1608 года началась осада Троице-Сергиева монастыря. Москва, однако, не сдавалась, и в Тушине пришлось выстроить целый город с «царским» теремом. В то же время самозванец всё более терял реальную власть, в декабре 1608 года во главе лагеря встала «комиссия децемвиров», состоявшая из 10 польских шляхтичей. Они установили жёсткий контроль над доходами и расходами тушинского «вора», а также резко ограничили права «воровской» думы, приказов и уездных тушинских воевод. На подвластной Лжедмитрию II территории проводилась натуральная и денежная реквизиция в пользу его войск, раздача земель и крепостных своим приверженцам, что способствовало падению авторитета самозванца.
28 февраля (10 марта) 1609 года, в надежде переломить ситуацию в свою пользу, Василий Шуйский заключил с Швецией Выборгский договор, согласно которому в обмен на крепость Корела с уездом он получает помощь 15-тысячного экспедиционного корпуса Якоба Делагарди. 15 (25) мая 1609 года русско-шведское войско Михаила-Скопина Шуйского и Делагарди в битве под Торопцем разбило повстанческий отряд, возглавляемый шляхтичем Яном Кернозицким. За этим последовал целый ряд побед над тушинцами: под Торжком, под Тверью, под Калязином, под Александровской слободой и под Дмитровом. Многие северные города отложились от самозванца. В январе 1610 года была снята осада Троице-Сергиева монастыря.
Однако вступление в конфликт регулярных шведских войск вызвало возмущение польского короля Сигизмунда III, который вёл в это время войну со Швецией за отобранный у него своим дядей шведский престол. Поэтому Польша летом 1609 года объявила войну Василию Шуйскому. В сентябре 1609 года король Сигизмунд III осадил Смоленск. Польский король начал призывать тушинцев идти служить к нему под Смоленск, предлагая им обширное вознаграждение, как из московской казны, так и в Польше. Из-за постоянных неудач в тушинском лагере начался распад: польские наёмники и некоторые русские тушинцы вступили в переговоры с королём. Гетман Рожинский, и ранее не оказывавший самозванцу должного почтения, начал открыто угрожать «царьку» расправой. В этих условиях 27 декабря 1609 (6 января 1610) года Лжедмитрий II, спрятавшись под дранкой в телеге, бежал в Калугу, ставшую новой резиденцией самозванца.

## Калужский лагерь
В калужский период своей авантюры Лжедмитрий II, наконец, начал играть самостоятельную роль. Убедившись в вероломстве польских наёмников, самозванец взывал уже к русским людям, пугая их стремлением короля захватить Россию и установить католичество. Калужский «вор» клялся, что не отдаст полякам ни пяди русской земли, но вместе со всем народом умрёт за православную веру. Этот призыв нашёл отклик среди многих. Лжедмитрий II вновь привлёк к себе множество сторонников и повёл войну уже с двумя государями: царём Василием IV и королём Сигизмундом III. Ему вновь присягнули многие города.
Тушинский стан распался. Часть сторонников «царька» ушли к королю, другие переместились за самозванцем в Калугу. Бежала к своему супругу и Марина Мнишек. Движение Лжедмитрия II начало принимать национальный характер; видимо, не случайно многие ярые сторонники самозванца стали впоследствии активными деятелями Первого и Второго ополчений. Как и в Тушине, в Калуге была создана государственная система по образу Московской, не было разве что структур по управлению церкви.
В начале 1610 года калужский царь повелел всем городам, оставшимся на его стороне, чтобы поляков, которые находились там, арестовывали, а всё их имущество доставляли ему в Калугу. В кратчайшие сроки самозванец и его бояре смогли собрать значительные суммы денег и наполнить темницы иностранными заложниками, которых в дальнейшем калужский «вор» приказал казнить. Не желая повторять ошибок прошлого, Лжедмитрий II зорко следил за тем, чтобы в его армии русских было вдвое больше, чем иноземцев. К весне отряды самозванца настолько окрепли, что смогли отвоевать у Шуйского Арзамас и Старую Руссу.
На Северщине положение самозванца стало значительно тяжелее. В распадающемся тушинском лагере 4 (14) февраля 1610 года под Смоленском тушинский патриарх Филарет и бояре заключили с Сигизмундом III договор, по которому сын короля Владислав Жигимонтович должен был стать русским царём; обязательным условием было принятие королевичем православия. Действуя от имени Владислава, Сигизмунд III щедро жаловал тушинцам земли, ему не принадлежавшие. В апреле 1610 года польские отряды захватили Стародуб, Почеп, Чернигов и Новгород-Северский, приведя население этих городов к присяге Владиславу. В начале мая присягнули королевичу жители Рославля.
Между тем, ситуация в самом Тушине становилась критической. На юге, в Калуге, сосредоточились верные Лжедмитрию II войска; на севере, под Дмитровым, наседали Скопин-Шуйский и шведы, с трудом сдерживаемые тушинцами. В таких условиях гетман Рожинский принял решение отойти к Волоколамску. 6 (16) марта войско подожгло Тушинский лагерь и выступило в поход. Осада Москвы окончательно прекратилась. Через два дня войско гетмана было в Волоке, где Рожинский умер от «истощения сил». Его отряд, оставшийся без вождя, окончательно рассеялся. Войска же гетмана Сапеги, побывав у короля под Смоленском и ничего у него не добившись, вернулись на службу к самозванцу.

## Второй Московский поход
Летом 1610 сильный польско-литовский отряд коронного гетмана Жолкевского двинулся к Москве, выступившее навстречу русско-шведское войско под командованием Дмитрия Шуйского и Якоба Делагарди было разгромлено в сражении у села Клушино 24 июня (4 июля) 1610 года. Военное положение России ухудшалось со дня на день. Власть Василия IV стала призрачной. Столичные жители, собравшись большими толпами под окнами дворца, кричали Шуйскому: «Ты нам не государь!» Испуганный царь не смел показываться на людях.
Армия Жолкевского вступила в Вязьму и приближалась к русской столице с запада. С юга к Москве поспешил Лжедмитрий II. Его войска захватили Пафнутьево-Боровский монастырь, разграбив его и вырезав в нём несколько тысяч человек. Отразив в битве на Наре нападение нанятых Шуйским крымских татар, войска Лжедмитрия II дошли до самой Москвы. Сторонники самозванца предложили столичному населению низложить царя Василия Шуйского и обещали поступить аналогичным образом со своим «царьком». После этого, заявили они, все смогут сообща, со всей землёй, выбрать нового государя и тем самым положить конец братоубийственной войне.
Калужскую агитацию с радостью приняли противники Шуйского, и 17 (27) июля 1610 года в Москве произошёл дворцовый переворот. Бояре и дворяне во главе с Захаром Ляпуновым свергли Шуйского с престола. Царь Василий IV был насильно пострижен в монахи.
Низложив царя Василия Шуйского, Земский Собор направил своих представителей в лагерь Лжедмитрия II возле Данилова монастыря, чтобы «воровские» бояре тут же свергли своего «царька». Их ждало жестокое разочарование. «Воровская» дума не сдержала обещания и потребовала открыть столичные ворота перед «истинным государем». Иллюзии рассеялись. Наступила минута общего замешательства. Без царя на троне бороться с «добрым Дмитрием» было куда труднее. 2 (12) августа Лжедмитрий II обосновался станом в селе Коломенском и приступил к штурму столицы, а 3 (13) августа под Москвой появился коронный гетман Жолкевский.
Временное правительство Семибоярщина 17 (27) августа 1610 возглавляемая Фёдором Мстиславским, заключила соглашение с гетманом Жолкевским и, опираясь на Смоленский договор тушинцев, выбрала русским царём на Земском Соборе на Сухаревом поле 16-летнего польского королевича Владислава Жигимонтовича, вероятного наследника и польского и шведского престола, правнука княжны Ульяны (Иуалиании) Александровны, дочери Великого князя Тверского Александра Михайловича Рюриковича. Московские бояре и дворяне целовали крест королевичу в надежде на немедленное прекращение войны. Но Семибоярщина не учла того, что кандидат не обладал необходимой популярностью ни в русской столице, ни в провинции. Московский договор поставил людей перед трудным выбором: признать польского королевича царем, либо предпочесть «истинного царя Дмитрия». В ряде регионов России царила анархия. Какие-то города целовали крест Владиславу Жигимонтовичу, какие-то — Лжедмитрию II, а другие местности жили сами по себе.
В столице многие стали сближаться с калужским «вором» и тайно ссылаться с его людьми. Миф о добром сыне Грозного вновь стал овладевать воображением народа. Лжедмитрию II присягнуло население многих городов и сел, в том числе ранее упорно боровшихся с ним: Коломна, Кашира, Суздаль, Галич и Владимир. Всё больше сторонников приобретал самозванец среди городской бедноты, холопов и казаков, в то время как многие дворяне, бывшие в калужском лагере, покинули самозванца и отправились на службу к Владиславу в Москву. Реальная угроза со стороны самозванца побудила Семибоярщину к более тесному союзу с Жолкевским; бояре разрешили гетману пройти через Москву — для того, чтобы отразить «вора». Под натиском коронного гетмана Лжедмитрий II был вынужден вернуться в Калугу.

## Гибель Лжедмитрия II
Калужский лагерь всё больше втягивался в войну с польскими интервентами. Вступив в борьбу с недавними союзниками, Лжедмитрий II вёл её решительно и беспощадно. К началу сентября отряды самозванца отбили у поляков Козельск, Мещовск, Почеп и Стародуб. Русское население стало видеть в калужском «воре» единственную силу, способную противостоять иноземным завоевателям. Ему присягнули Казань и Вятка. Эмиссары Лжедмитрия II открыто агитировали народ против Владислава. На рыночных площадях стражники и дворяне не раз хватали таких агитаторов, но толпа отбивала их силой. В то же время в Калужском лагере самозванца царила атмосфера жестокости и подозрительности. С каждым днём Лжедмитрий II испытывал всё большее недоверие к своему боярскому окружению. Всё больше придворных подвергались казни по подозрению в измене. Образ правления Лжедмитрия II приобрёл черты сходства с опричниной Ивана IV Грозного, что и послужило причиной гибели самозванца. Людей хватали по малейшему подозрению, предавали жестоким пыткам и убивали.
Временное правительство Семибоярщина при поддержке поляков предприняло наступление на Калужский лагерь. Оно изгнало воевод самозванца из Серпухова и Тулы и создало угрозу для Калуги. Однако в начале декабря 1610 года атаман Заруцкий нанёс сокрушительное поражение Яну Сапеге, которому Сигизмунд III отводил роль ударной силы в борьбе с калужским «вором», а татарский князь Пётр Урусов разбил польскую роту и привёл в Калугу много пленных.
Ежедневно по приказу калужского царя казаки чинили жестокую расправу над пленными поляками. Казаки захватывали королевских дворян и солдат, везли их в Калугу и там топили. Лжедмитрий II стал готовиться к отступлению в Воронеж, поближе к казачьим окраинам. По замыслу калужского «царька» Воронеж должен был стать новой царской столицей. После этого самозванец рассчитывал подтолкнуть к вторжению на Москву татар и турок и таким путём поправить свои дела. Но 11 (21) декабря Лжедмитрий II был убит татарским князем Петром Урусовым (мстившим за тайно казнённого самозванцем касимовского хана).
Ещё осенью 1610 года у касимовского хана Ураз-Мухаммеда и Лжедмитрия случился конфликт. За касимовского правителя вступился его родственник, начальник стражи Лжедмитрия, крещёный татарин Пётр Урусов. Хан был убит, а Урусов посажен на 6 недель в тюрьму, по выходе из которой, однако, был восстановлен в должности.
Убийство произошло, когда Лжедмитрий за пределами Калуги охотился на зайцев. Воспользовавшись тем, что с Лжедмитрием была татарская стража и лишь несколько бояр, Пётр Урусов отомстил Лжедмитрию — «прискакав к саням на коне, рассёк царя саблей, а младший брат его отсёк царю руку».
По свидетельству Нового летописца, убийство вызвало большое возмущение в городе, Лжедмитрий же был похоронен в Калуге в деревянной Троицкой церкви (Въ Калугѣ же увѣдаша то, что кн. Петръ Урусовъ убилъ вора, взволновашася градомъ всѣмъ и татаръ побиша всѣхъ, кои въ Колугѣ были; его жь вора взяша и погребоша честно въ соборной церкве у Троицы). В настоящее время место захоронения Лжедмитрия неизвестно.

## Большойгосударев титулЛжедмитрия II
Мы, Димитрий Иванович, Император Всероссийский, Повелитель и Самодержец Московской Державы, Царь всего Великого Княжества Русского, Государь Богодарованный, Богоизбранный, Богохранимый, Богом помазанный и вознесенный над всеми другими Государями, подобно другому Израилю руководимый и осеняемый Силою Божией, Христианский Император от солнечного восхода и запада, и многих областей Государь и Повелитель.